# Rio Macauã
Rio Macauã är ett vattendrag i Brasilien.   Det ligger i delstaten Acre, i den västra delen av landet, 2 400 km väster om huvudstaden Brasília.
I omgivningarna runt Rio Macauã växer i huvudsak städsegrön lövskog. Trakten runt Rio Macauã är nära nog obefolkad, med mindre än två invånare per kvadratkilometer.